# Harry Schädler
Harry Schädler, född 17 april 1967, är en liechtensteinsk före detta fotbollsspelare.

## Fotbollskarriär
Schädler spelade tre landskamper för Liechtensteins landslag.
Han utsågs till årets fotbollsspelare i Liechtenstein 1987.